# Deisch
Deisch, früher auch Teisch geschrieben, ist eine Ortschaft  im Kanton Wallis in der Schweiz. Deisch liegt am Deischberg oder Teischberg und besteht aus den beiden Weilern Oberdeisch und Unterdeisch. Der Ort gehört politisch zur Gemeinde Grengiols, liegt aber im Gegensatz zum Ort Grengiols auf dem gegenüberliegenden Südhang. Deisch liegt an der Ostgrenze des Bezirks Östlich Raron zum Bezirk Goms.

## Geschichte
Das Geographische Lexikon der Schweiz (1910) leitet den Namen der Ortschaft Deisch vom Deischberg ab und sieht dessen Namensherkunft in einem lateinischen Mons Dei, «Gottesberg». Legendarischer Überlieferung nach soll der Apostel Jakobus der Bevölkerung des Goms auf dem Mons Dei gepredigt haben.
Gemäss dem Romanisten Johann Ulrich Hubschmied (1938) soll es hingegen vielmehr der Name des Berges sein, der sich von jenem des Ortes Deisch ableite. Gemäss Hubschmied ist Deisch, Teisch «zunächst durch Entrundung entstanden aus *Döiš»; in diesem Zusammenhang weist Hubschmied auch auf die französische Namensform Doeys (1368) und den früheren Namen des Deischbergs Döisel (1351) hin. Der Name gehe auf einen gallischen Ausdruck für «auf der Höhe» zurück. Wiederum ganz anders deutet den Namen der Linguist und Keltologe Julius Pokorny (1948). Gemäss Pokorny ist Hubschmieds Herleitung fehlerhaft und Deisch mit einem gleichlautenden, in der Schweiz und in Süddeutschland verbreiteten Wort für «Kuhmist» zu erklären, das auf althochdeutsch theisk, deisk zurückgehe.
1910 war Deisch eine «Gruppe von 7 Häusern» und hatte 42 katholische Einwohner. An der alten Talstrasse in Unterdeisch lag bis 1941 die bereits 1735 erwähnte Kapelle Heiligkreuz. Nachdem sie 1799 beim Franzoseneinfall verwüstet worden war, wurde sie zu Beginn des 19. Jahrhunderts wiederhergestellt und 1898 erneut renoviert. Im Juni 1941 wurde die Kapelle beim Ausbau der Talstrasse abgebrochen. Ihr Altar, der aus der Werkstatt des Anton Sigristen von Glis stammt und um 1807 vom sogenannten Meister der Niedererner Seitenaltäre instand gesetzt wurde, befindet sich jetzt in der Pfarrkirche von Grengiols. Nicht umgesetzt wurden zwei Projekte des bekannten Kirchenarchitekten Adolf Gaudy für eine neue Kapelle aus den Jahren 1941 und 1944.

## Verkehr
Deisch ist bekannt durch die «Deischerkehre», einen Kehrtunnel der Furka-Oberalp-Bahn. Obwohl direkt an der Bahnstrecke und an der Schweizer Hauptstrasse 19 gelegen, verfügt Deisch weder über eine Bahnstation noch über eine andere regelmässig bediente Anbindung an den öffentlichen Verkehr. Einzig frühmorgens hält je ein Bus in Richtung Brig und Richtung Fiesch in Oberdeisch (Stand 2015). Zu Fuss ist Deisch von Grengiols aus über einen steilen Wanderweg in 45 Minuten zu erreichen. Kürzer ist jedoch der Weg zum östlich benachbarten Ort Lax; so schrieb das Geographische Lexikon «Die Bewohner besuchen meist den Gottesdienst in der ihnen bequemer zugänglichen Kirche von Lax.»